# Yitzhak Zuckerman
Yitzhak Zuckerman (em polonês/polaco:  Icchak Cukierman; em hebraico:   יצחק צוקרמן; 13 de dezembro de 1915 – 17 de junho de 1981), conhecido pelo seu nome de guerra "Antek", foi um dos líderes da Revolta do Gueto de Varsóvia em 1943 contra a Alemanha nazista durante a Segunda Guerra Mundial. 

## Biografia
Nasceu em Vilnius, na Polônia (então parte do Império Russo, agora capital da Lituânia) de uma família judia. Ele era socialista e sionista.
Participou da criação de várias organizações socialistas judaicas clandestinas na zona ocupada pelos soviéticos em 1939. Em 1940 ele se mudou para Varsóvia, onde se tornou um dos líderes do movimento juvenil Habonim Dror, junto com sua futura esposa Zivia Lubetkin. Zuckerman recebeu um passaporte falso do Grupo Ładoś.
Em 1941 ele se tornou o vice-comandante da organização de resistência ŻOB. Ele serviu principalmente como o emissário entre o comandante do ŻOB e os comandantes das organizações de resistência polonesas Armia Krajowa e Armia Ludowa. Em 22 de dezembro de 1942 ele e dois cúmplices atacaram um cafeteria em Cracóvia que estava sendo usado pela ϟϟ e pela Geheime Staatspolizei. Zuckerman foi ferido e escapou por pouco, e seus dois camaradas foram rastreados e mortos.
Em 1943, ele estava trabalhando no lado "Ariano" de Varsóvia para obter armas e munições quando a Revolta do Gueto de Varsóvia irrompeu. Incapaz de entrar no gueto para se juntar aos seus camaradas na batalha, ele provou ser um elo crucial entre as forças de resistência dentro do gueto e o Exército Nacional no lado "Ariano". Junto com Simcha "Kazik" Rotem, ele organizou a fuga dos sobreviventes do ŻOB pelos esgotos até a segurança. Durante a posterior Revolta de Varsóvia de 1944, ele liderou uma pequena tropa de 322 sobreviventes da Revolta do Gueto como eles lutaram contra os alemães nas fileiras da Armia Ludowa.
Depois da guerra ele trabalhou na rede Berihá, cujos operativos contrabandeavam refugiados judeus para fora da Europa Oriental e Central para a Palestina sob mandato britânico. Em 1947 ele mesmo fez essa jornada, se estabelecendo no que logo seria Israel. Lá ele e sua esposa Zivia, junto com outros veteranos dos subterrâneos do gueto e ex-partisans, foram entre os membros fundadores do Kibbutz Lohamei HaGeta'ot e do museu da Casa dos Combatentes do Gueto [en] (GFH) localizado em seus terrenos, comemorando aqueles que lutaram contra os nazistas.
Em 1961 ele apareceu como testemunha no julgamento do criminoso de guerra nazista Adolf Eichmann em Israel. Testemunhou sobre o papel de Eichmann na organização da deportação em massa de judeus para os campos de extermínio e sobre a resistência do gueto de Varsóvia. Também contou sobre sua fuga da Europa e sua vida em Israel. Ele foi uma das mais de cem testemunhas que depuseram contra Eichmann, que foi condenado à morte por enforcamento.